# Xylorhiza
Genre
Classification phylogénétique
Xylorhiza est un genre de plante à fleurs de la famille des Asteraceae.

## Liste d'espèces
Selon ITIS:
- Xylorhiza cognata (Hall) T.J. Wats.
- Xylorhiza confertifolia (Cronq.) T.J. Wats.
- Xylorhiza cronquistii Welsh et Atwood
- Xylorhiza glabriuscula Nutt.
- Xylorhiza orcuttii (Vasey et Rose) Greene
- Xylorhiza tortifolia (Torr. et Gray) Greene
- Xylorhiza venusta (M.E. Jones) Heller
- Xylorhiza wrightii (Gray) Greene